# Bazilij Veliki
Za očeta tega svetnika glej Sveti Bazilij starejši.
Sveti Bazilij Veliki (Μέγας Βασίλειος), škof, cerkveni oče, teolog, duhovni pisatelj, ustanovitelj vzhodnega cenobitskega meništva, retorik, * 329, Cezareja (Caesarea), Kapadokija, Mala Azija (Asia Minor), danes Turčija, † 379, Cezareja.

## Življenje
Bazilij je eden od štirih velikih vzhodnih cerkvenih očetov in med njimi zavzema prvo mesto. Poleg prijatelja svetega Gregorja Nazianškega in rodnega brata svetega Gregorja iz Nise tvori Bazilij skupino treh velikih Kapadočanov. Rodil se je leta 329 v pobožni in plemeniti družini v Cezareji v Kapadokiji. Zanj gotovo velja, da je »kri mučencev seme novih kristjanov«, kakor se je izrazil Tertulijan. Kljub temu, da se je Bazilij rodil v času, ko je že bila krščanska vera uradno dovoljena, pa je njegova babica sveta Makrina starejša nanj prenašala izkustvo preganjanja v času cesarja Maksimina Daja. Takrat je mučeniško smrt pretrpel tudi njegov ded po materini strani. Bazilijev oče Bazilij Starejši je bil ugleden učitelj (retor), mati pa je skrbela za resno versko vzgojo svojih desetih otrok. Cerkev je, poleg Bazilija, še tri od njih razglasila za svete: svetega Gregorja iz Nise, svetega Petra, škofa v Sebasti in sveto Makrino, ustanoviteljico vzhodnega ženskega redovništva.
Bazilij se je najprej šolal v domači Cezareji, nato v Carigradu in nazadnje še v Atenah. Tam je s svojim sošolcem Gregorijem Nazianškim navezal globoko prijateljstvo, ki je trajalo vse življenje. V grški prestolnici se je Bazilij izobrazil o vseh tedanjih vedah in si pridobil izvrstno znanje. Toda človeško znanje ga ni zadovoljilo. Po nekaj letih se je vrnil v Cezarejo. Tam se je oklenil svojega znanja in postal učitelj retorike. Prijala mu je človeška čast in slava. Nanj pa je vplivala njegova starejša sestra, ki mu je prikazala ničevost človeških časti in ga navdušila za iskanje večne modrosti. Tako je zrasla njegova odločitev za Kristusa. Odslej je hotel živeti le za Kristusa v skladu z evangelijem. Prejel je zakrament svetega krsta. Za tem se je odpravil na pot po pustinjah Egipta, Palestine, Sirije in Mezopotamije, da bi se učil od raznih puščavnikov. Uvajal se je v asketsko življenje in postal goreč posnemovalec puščavnikov.
Ob vrnitvi domov je razdelil svoje imetje revežem. Ko je spet odšel v samoto, so se mu pridružili še drugi asketi. Tako je Bazilij ustanovil samostansko skupnost. Iz te prve skupnosti so se kasneje razvile še druge, tudi v daljni okolici. V tem času so nastala Redovna pravila, ki so jih kasneje sprejeli skoraj vsi menihi na Vzhodu.
Cezarejski metropolit Evzebij je Bazilija pridobil za obrambo zoper arijance, ki so takrat ogrožali Kapadokijo. V duhovnika ga je posvetil leta 364. Po Evzebijevi smrti (370) pa je Bazilij zasedel mesto metropolita, pod čigar jurisdikcijo je takrat spadalo okoli 50 škofov. Začel je z izvajanjem reform. Posegel je tudi v prenovo liturgije (Bazilijeva liturgija) ter uvedel psalmov za javno rabo.
Bazilij je ljubil uboge, bolne in zapostavljene. Posebno ljubezen je gojil do gobavcev. V predmestju Cezareje je zgradil veliko oskrbovalnico, ki je kasneje dobila ime Bazilijada. To je bilo mesto v malem. V njem so za uboge skrbeli menihi. Po njegovem vzoru so tudi drugje po Kapadokiji zgradili podobne ustanove.
Kot zvest zagovornik nicejske veroizpovedi je moral Bazilij veliko pretrpeti od arijanskih škofov in posvetne oblasti, ki je bila naklonjena arijanizmu. Bil je pravzaprav edini katoliški škof na Vzhodu, ki je še kljuboval arijanskim pritiskom. Vsi ostali so bili po Atanazijevi smrti izgnani ali kako drugače onemogočeni. Znana Bazilijeva nasprotnika sta bila cesar Valens in njegov prefekt Modest. Cesar je po osebnem srečanju z Bazilijem preklical odlok o izgnanstvu. 
Bil je tudi velik delavec za edinost med Vzhodom in Zahodom, saj je imel stik z mnogimi vzhodnimi škofi in si dopisoval s papeži ter jih vabil na obiske.
Bazilij je po mnogih naporih, strogem življenju in hudi bolezni jeter umrl leta 379. Na njegovem pogrebu je bila tako velika množica ljudi, da so nekateri v gneči umrli.
Vzhodna cerkev se ga spominja 1. januarja, zahodna pa 2. januarja. Je zavetnik Kapadokije, Rusije, bolniških delavcev, reformatorjev (izvajalcev raznih reform) in menihov. Njegove relikvije hranijo v cerkvi v moskovskem Kremlju. Njegovo ime pomeni »kraljevski«. Ikonografija ga upodablja s škofovskimi insignijami, pogosto tudi z nadnaravnim ognjem ali belo golobico (kot simbolom Svetega Duha).

## Dela
- Zoper Evnomija (Adversus Eunomium): v 5 knjigah (2 sta verjetno nepristni) zavrne anomejstvo. Poudarja, da nerojenost ni bistvena božja lastnost.
- O Svetem Duhu (De Sancto Spiritu): povod za to teološko delo je slovnično vprašanje glede pravilne formulacije doksologije na koncu molitev. V tem znamenitem delu Bazilij brani božanstvo Svetega Duha zoper pnevmatomahe. Kljub jasni opredelitvi Bazilij še ne izjavi, da je Sveti Duh Bog. Oba teksta spadata v sklop dogmatičnih spisov.
- O krstu: v dveh knjigah podaja globoko razlago o zakramentu krsta.
- Nravna vodila (Moralia): vsebujejo 80 pravil za polno evangeljsko življenje.
- Daljše redovno pravilo (Regulae fusius tractatae): obravnava 50 načel o meniškem življenju.
- Krajše redovno pravilo (Regulae brevius tractatae): podaja kratke odgovore na 313 vprašanj o praktičnem meniškem (samostanskem) življenju.
- Filokalija (Pfilokalia): skupaj z Gregorijem Nazianškim sta v tem tekstu sestavila izbor iz Origenovih besedil in spisov drugih cerkvenih očetov. Zadnja štiri dela spadajo med asketične spise.
- Homilije: ti teksti spadajo med govorniška besedila in pričajo o Bazilijevi odlični retoriki. Posebej znane so Homilije o šesterodnevju, Homilije o psalmih (moralno eksegetski tekst), homiliji O zgradbi človeka.
- Kako naj mladeniči s pridom berejo poganske pisatelje (Ad adolescentes): v tej razpravi pokaže, kakšen naj bo pravilen odnos do grškega slovstva.
- Pisma: znanih je 366 pisem. Nekatera od njih so nepristna. V njih se razodeva Bazilijeva klasična in duhovna izobrazba. Glede na zvrst poznamo prijateljska, uradniška, apologetična, dogmatična in druga pisma. Svoja pisma je že sam zbral v poseben zbornik.
- Liturgija svetega Bazilija: ta slovesni liturgični tekst je ohranjen v grščini in koptščini in sega vsaj v 6. stoletje. Bazilijevo avtorstvo je stvar kritične diskusije. Verjetno je Bazilij nekoliko priredil obstoječo evharistično molitev. Poleg liturgije svetega Janeza Krizostoma, ki je krajša, uporabljajo liturgijo svetega Bazilija v vzhodnih Cerkvah še danes, a le za najpomembnejše praznike.

Za njegove spise je splošno značilno, da jih preveva duh spokojnosti, miline, vedrine, izvirne modrosti, preprostosti in jasnosti. Varuje se nevarnosti uživanja v teološkem razpravljanju, zato razumsko dejavnost v teologiji vedno združuje z molitvijo. Slog je sočen in jedrnat. Besedilo bralca hitro prevzame in nasiti njegovega duha.

## Nauk

### O Sveti Trojici
Razložil in ustalil je pomen treh izrazov v zvezi s Sveto Trojico: bistvo (ousia), oseba (prosopon) in hipostaza (hypostasis). V Bogu je eno bistvo in tri hipostaze. V ozadju je kristološko in trinitarično vprašanje arijanizma, na katero je prvi nicejski koncil odgovoril z izrazom homousius (enega bistva). V Sveti Trojici so tri osebe (prosopon) ali hipostaze, a vse tri osebe imajo eno samo bistvo. Kristus je zato enega bistva z Očetom, kakor pravi nicejska veroizpoved. Oče je izvorno božanstvo; Sin in Sveti Duh sta iz njega. Sin je od vekomaj rojen iz Očeta. To rojstvo je netrpljivo. Začetek tudi ni mišljen časovno, ampak izvorno (arche oziroma principium). Sin od vekomaj izvira oziroma izhaja iz Očeta, je njegova podoba, nenehni bitni odsvit. Kakor je beseda podoba misli srca, tako je Sin (Logos) podoba Očeta. V svojem nauku o Sveti Trojici Bazilij poleg arijanstva zavrne še politeizem, judaizem ter sabelianizem. Njegova zasluga je, da so se pol-arijanci vrnili k pristnemu katoliškemu nauku.

### O Svetem Duhu
Ko je bilo razrešeno kristološko vprašanje, se je pojavilo še pnevmatološko, o Svetem Duhu. Bazilij je v bogoslužje uvedel doksologijo, ki vključuje Svetega Duha. S tem naj bi Svetega Duha izenačil z Očetom in Sinom, česar koncil v Niceji še ni obravnaval. Vprašanje je razrešil carigrajski koncil, ki je besedilu nicejske veroizpovedi dodal obrazec o Svetem Duhu. K temu je veliko pripomogel Bazilij z razvojem pnevmatološkega nauka. V spisu O Svetem Duhu nasprotuje zmotnim pnevmatomahom ter iz Svetega pisma in izročila dokazuje, da Sveti Duh spada v red Božje narave. Nekateri so mu očitali, da nikjer izrecno ne izjavi, da je Sveti Duh Bog, a to je bilo izredno modro dejanje, saj čas za takšno izjavo še ni bil zrel. Kakor Sinu, se tudi Svetemu Duhu pripisuje istost božanstva, ista narava. Večina vzhodnih očetov skupaj z Bazilijem uči, da Sveti Duh izhaja iz Očeta po Sinu. Iz Očeta ne izhaja na način rojevanja, ampak na način diha – kot duh. Sveti Duh je posvečevalec. Ko Bazilij razlaga dogodek Jezusovega krsta, pravi, da Sveti Duh ne prihaja v Sina, ampak prihaja iz Sina, vanj ne vstopa, ampak izstopa. Sveti Duh vpliva tudi na človekov spoznavni doseg. Kolikor je človek čist, očiščen grehov, je sposoben za zrenje Duha. Takrat je odprt za delovanje Svetega Duha, ki človekovo spoznavno daljnosežnost povečuje in ga približuje Bogu. Človek v moči Svetega Duha vstopa v komunikacijo z neskončnim Bogom. Sveti Duh posvečuje, pobožanstvuje človeka.

### O duhovnem življenju
Bazilij je izreden tudi v praktičnem uvajanju v duhovno življenje. Veliko navodil daje v zvezi s pravo molitvijo, tihoto in notranjo zbranostjo. Duhovno življenje poteka v skupnosti, ki mora biti po zgledu prvih kristjanov kakor ena duša in eno srce. Začetnik bo zelo težko napredoval, če ne bo imel dobrega duhovnega voditelja. Uvajanje v nebeško življenje se začne s krstom, prek evharistije in po Božji besedi pa raste, se krepi in se vedno bolj bliža cilju. Bazilij priporoča dnevno prejemanje obhajila in premišljevanje Svetega pisma. Pomembna je želja in prizadevanje za kreposti. Cilj tega prizadevanja je upodabljanje po evangeliju. Kristus je merilo prave krščanske duhovnosti. Vernik mora gledati v večne resničnosti in se ne ustavljati pri časnih. Da se delovanje ujema s smotrom, je potrebna vaja. V duhovnem življenju gre za vajo (askesis) v evangeliju, ki jo uresničujemo z odmikom (anahoresis) od sveta. Ta odmik pa ni nujno telesen, vsekakor pa mora biti duhovna preselitev. Naravnost k Bogu vodi človeka spomin na Boga, ki je notranji Božji glas, tehtnica oziroma merilo vesti. Živeti je potrebno v skladu z vestjo, v kateri je Bog stalno navzoč. Z Bogom se tako lahko srečamo v samem sebi, zato je potrebno dobro (s)poznavanje samega sebe. V primeru stranpoti in zablode pa je potrebno spreobrnjenje (metanoia). To se mora zgoditi na ravni miselnosti. Po pravilnih usmerjanjih se človek lahko ponovno vrne in se naravna na Boga. Pri vsem duhovnem življenju pa je bistvenega pomena ponižnost; po vzoru Kristusa, ki je krotak in iz srca ponižen.

## Slovenski prevodi
- Sonja Weiss, Bazilij Veliki: O Svetem Duhu XVI, Tretji dan XXVII, 5/6, 1998, strani 43-47.
- Sonja Weiss, Bazilij Veliki: O Svetem Duhu XVII , XVIII, Tretji dan XXVII, 7, 1998, strani 32-37.